# Livia Stagni
Livia Stagni (née le 3 mars 1988 à Rome) est une escrimeuse italienne, spécialiste du sabre.

## Biographie
Livia Stagni remporte la médaille de bronze par équipes lors des Championnats d'Europe de Zagreb en 2013, après l'avoir déjà remportée à Plovdiv en 2009.